# Rathaus Bad Düben

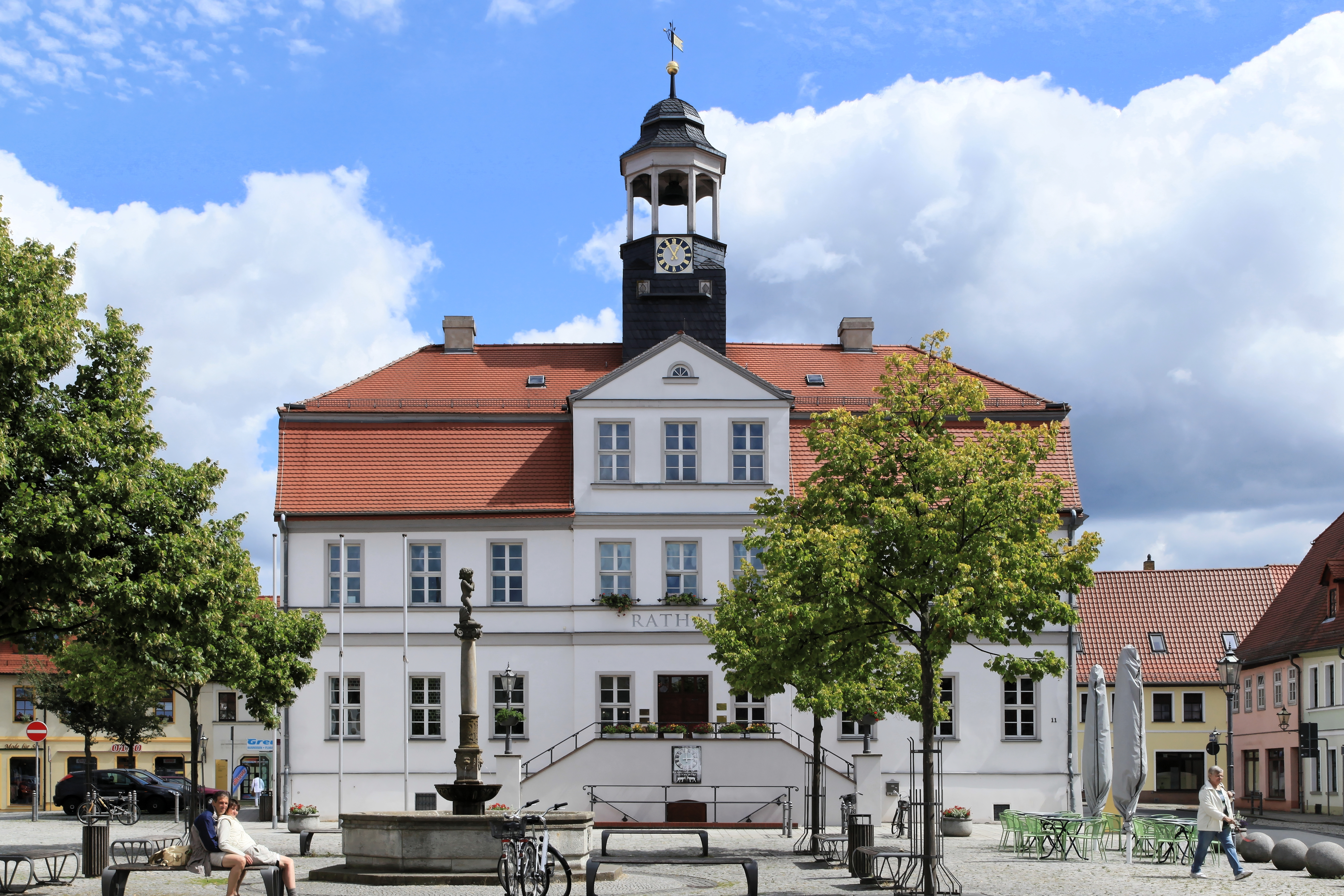
Rathaus Bad Düben

Das Rathaus Bad Düben ist ein 1723 eingeweihtes Amthaus und Sitz der Stadtverwaltung in Bad Düben.

## Geschichte

### Gebäude

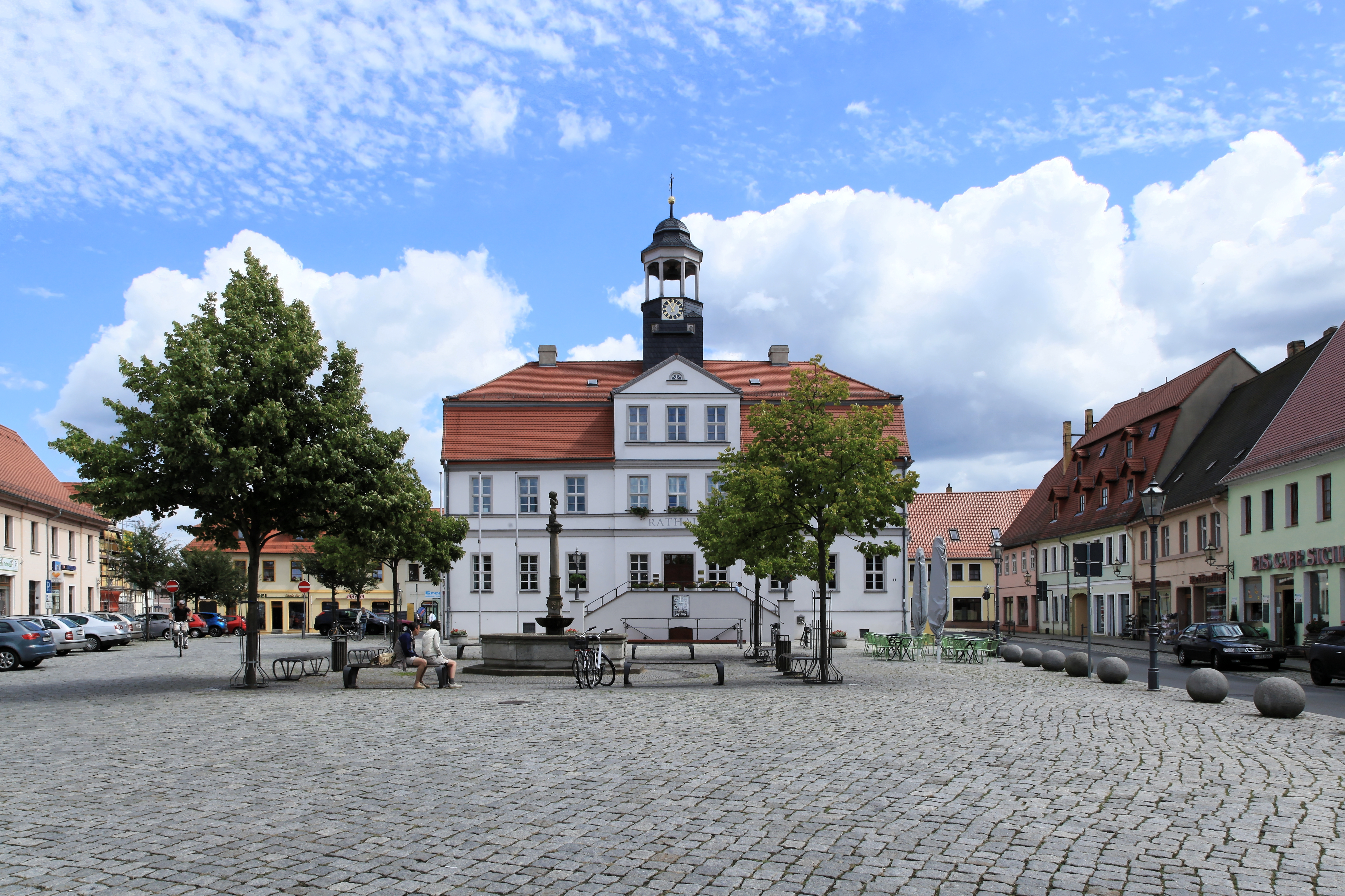
Markt mit Marktbrunnen und Rathaus

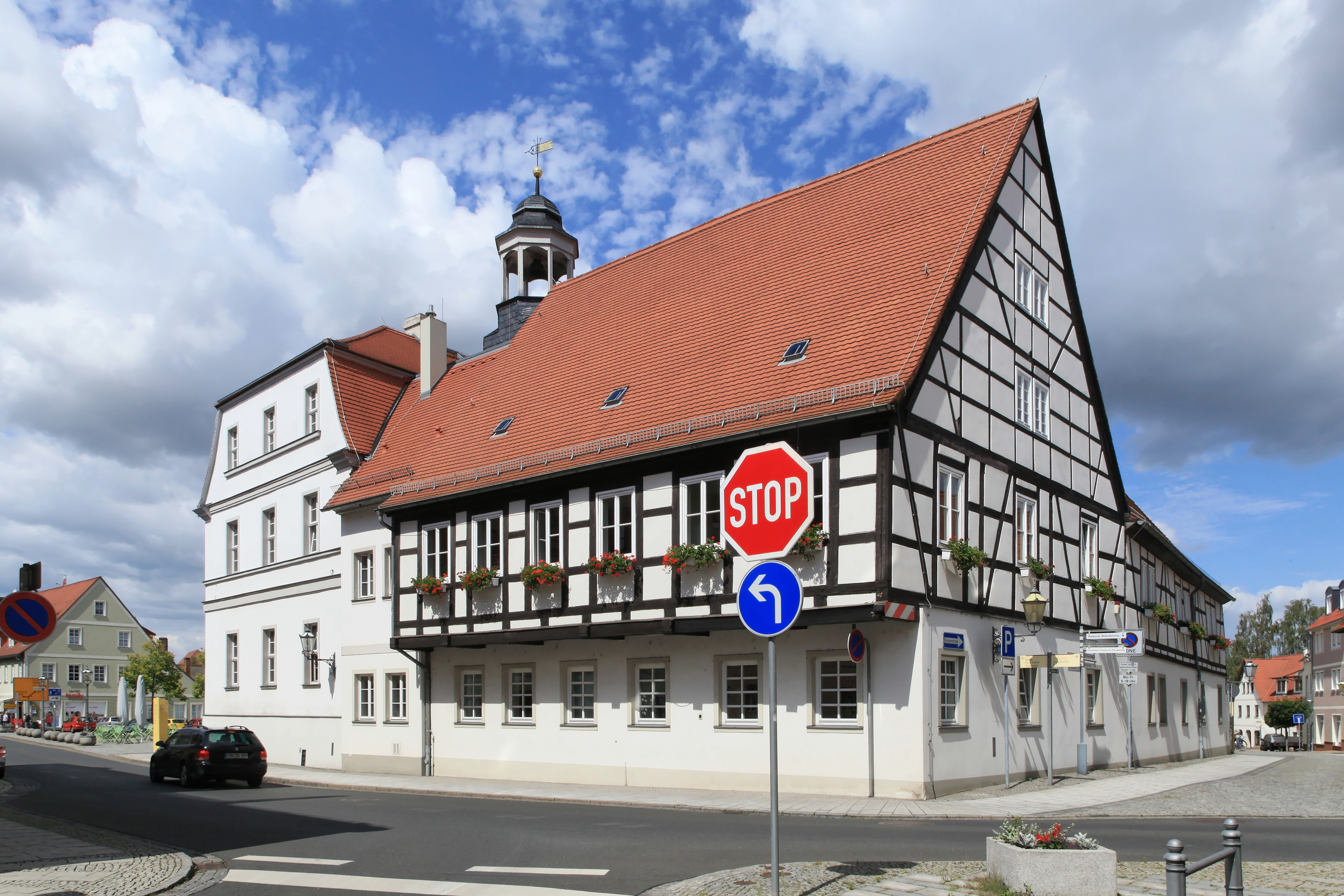
Rathaus Bad Düben, Fachwerk an der Ostseite

#### Vorläufer (1656)
Ein Vorläufer des heutigen Dübener Rathauses wurde von Manfred Wilde um das Jahr 1656 datiert, ob es davor schon ein vergleichbares Gebäude gab, ist nicht bekannt.

#### Stadtbrand (1716)
Bei einem Stadtbrand am 25. Februar 1716 wurden das Rathaus sowie 56 Wohngebäude und 18 Scheunen zerstört. Die Stadt zählte zu diesem Zeitpunkt 900 Einwohner und 182 Gebäude, somit wurden durch den Brand ca. 30 % der Stadt zerstört. Der Brandnacht fielen neben Stadtkarten und Akten auch das Schlagwerk der Rathausuhr mit den vergüldeten Ziegenböcken, die bei jedem Stundenschlag mit den Hörnern zusammenstießen, zum Opfer.

#### Wiederaufbau (1718–1723)
Von 1718 bis 1723 wurde das Rathaus mit der heutigen Fassade im Stil der Renaissance wieder aufgebaut und 1723 eingeweiht. Aus im Turmkopf gefundenen Dokumenten ging hervor, dass die Stadt damals bettelarm war und der Bau durch Almosen finanziert wurde. Bei Umbauarbeiten im Jahr 2002 wurde bei der Entkernung festgestellt, dass damals das regional vorkommende Heidekraut als Dämmmaterial verwendet wurde und es sich so um einen „billigen Bau“ handelt. Im 19. Jahrhundert waren in den Räumen des Rathauses auch ein Ratskeller und die Stadtsparkasse untergebracht.

#### Streit um Rathausaufschrift (1862)
Im Jahr 1862 stritten sich die Dübener Abgeordneten, welche Aufschrift das neue Rathaus zieren sollte, einige wollten alles wie bisher belassen, andere hätten gern die Aufschrift „Polizeiamt“ gesehen und Liebhaber eines guten Tropfens waren dafür, dass die Aufschrift „Ratskeller“ angebracht wird. Als Farbe des Schriftzuges wurde aus Kostengründen statt Gold die Farbe Schwarz gewählt. Am 14. Oktober 1862 stimmte die Mehrheit der Abgeordneten für die Aufschrift „Ratskeller“. Der Bürgermeister bestand trotzdem auf der Bezeichnung „Polizeiamt“ und drohte, die Angelegenheit notfalls der königlichen Regierung zur Entscheidung vorzulegen. Darauf vertagten die Abgeordneten die Sache und erst im Januar 1863 kamen der Magistrat und die Stadtverordneten auf einen Nenner. Draußen am Rathaus wurde die Aufschrift „Ratskeller“ und drinnen, über der betreffenden Bürotür, die Aufschrift „Polizeiamt“ angebracht. Heute ziert die Aufschrift „Rathaus“ das Gebäude.

#### Modernisierungen (1996–2003)
Im Jahr 1996 wurde der rückwärtige Fachwerkanbau am Rathaus, die „Alte Post“, umfassend rekonstruiert. Ein Zwischenbau wurde abgerissen und ein Treppenhaus zur Verbindung der beiden Gebäudeteile errichtet. Im Inneren wurde entkernt und moderne Büroräume wurden geschaffen. Die Bauarbeiten kosteten 828.000 Euro und wurden 1999 beendet.
Ab 2001 wurde das Hauptgebäude saniert und umfasste Arbeiten im Kellergewölbe, tragenden Zwischendecken, Wänden und am Dachstuhl. Ebenso wurde der Einbau eines behindertengerechten, gläsernen Aufzugs vorgenommen. Der Dachstuhl konnte zu einem erheblichen Umfang erhalten werden, obwohl einige Balken aus dem Jahr 1718 stark mit Holzschädlingen befallen waren. Auch die Turmlaterne wurde erneuert, die Wetterfahne mit Doppeldukatengold verkleidet und eine funkgesteuerte Uhr, welche mit der Rathausglocke verbunden wurde, eingebaut. Auch das historische Uhrenspiel mit zusammenstoßenden Ziegenböcken wurde installiert. Die Idee, eine Ratsschänke im Keller des Rathauses einzubauen, konnte aus bautechnischen Gründen nicht umgesetzt werden. Der Keller wurde fortan als Archiv genutzt. Die Bauarbeiten kosteten ca. 2,5 Mio. Euro und wurden am 31. Oktober 2003 abgeschlossen. Bauliche Veränderungen und Renovierungen wirkten sich seit dem Wiederaufbau auf das äußere Gesamtbild nicht maßgeblich aus.

### Rathausturm

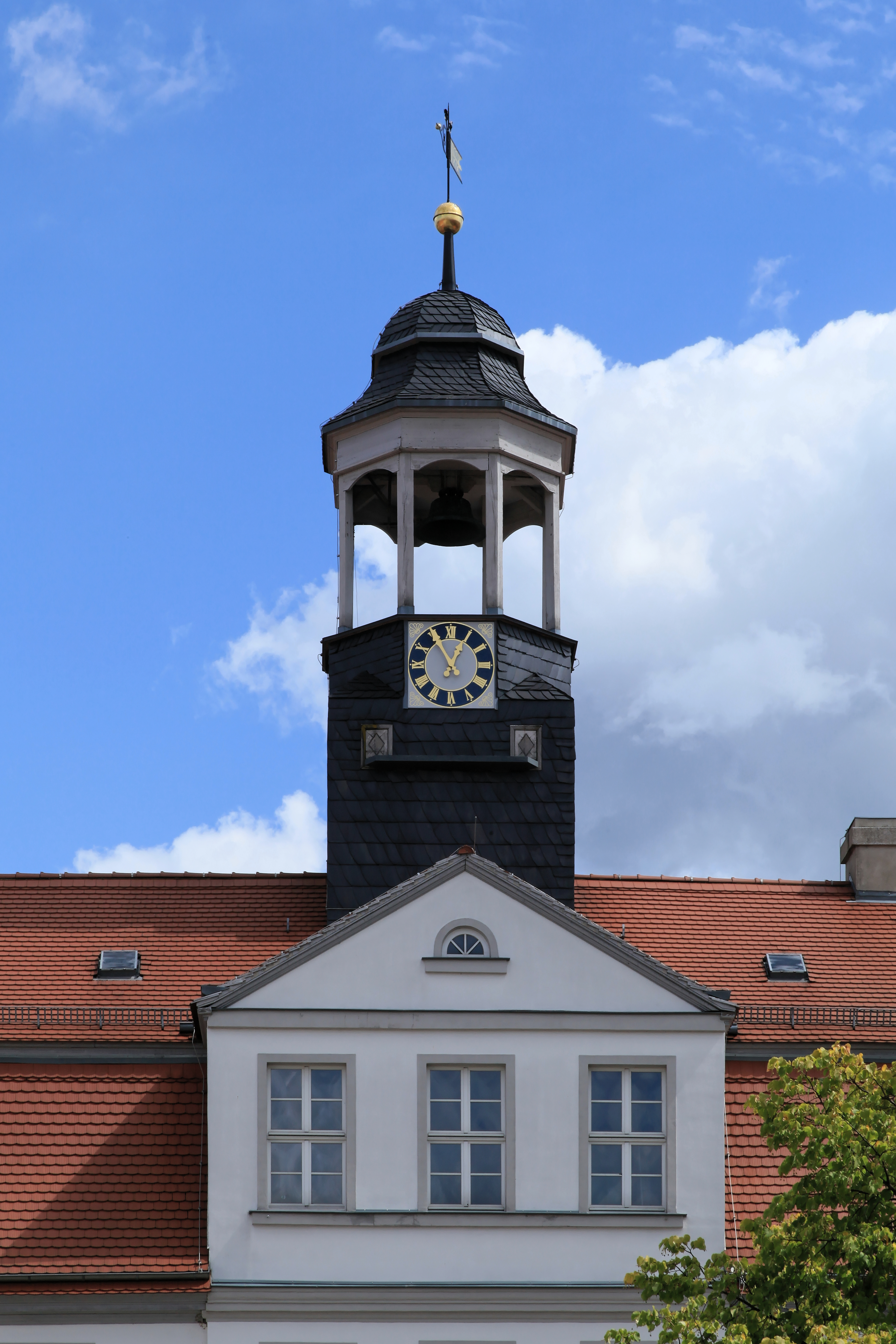
Rathausturm

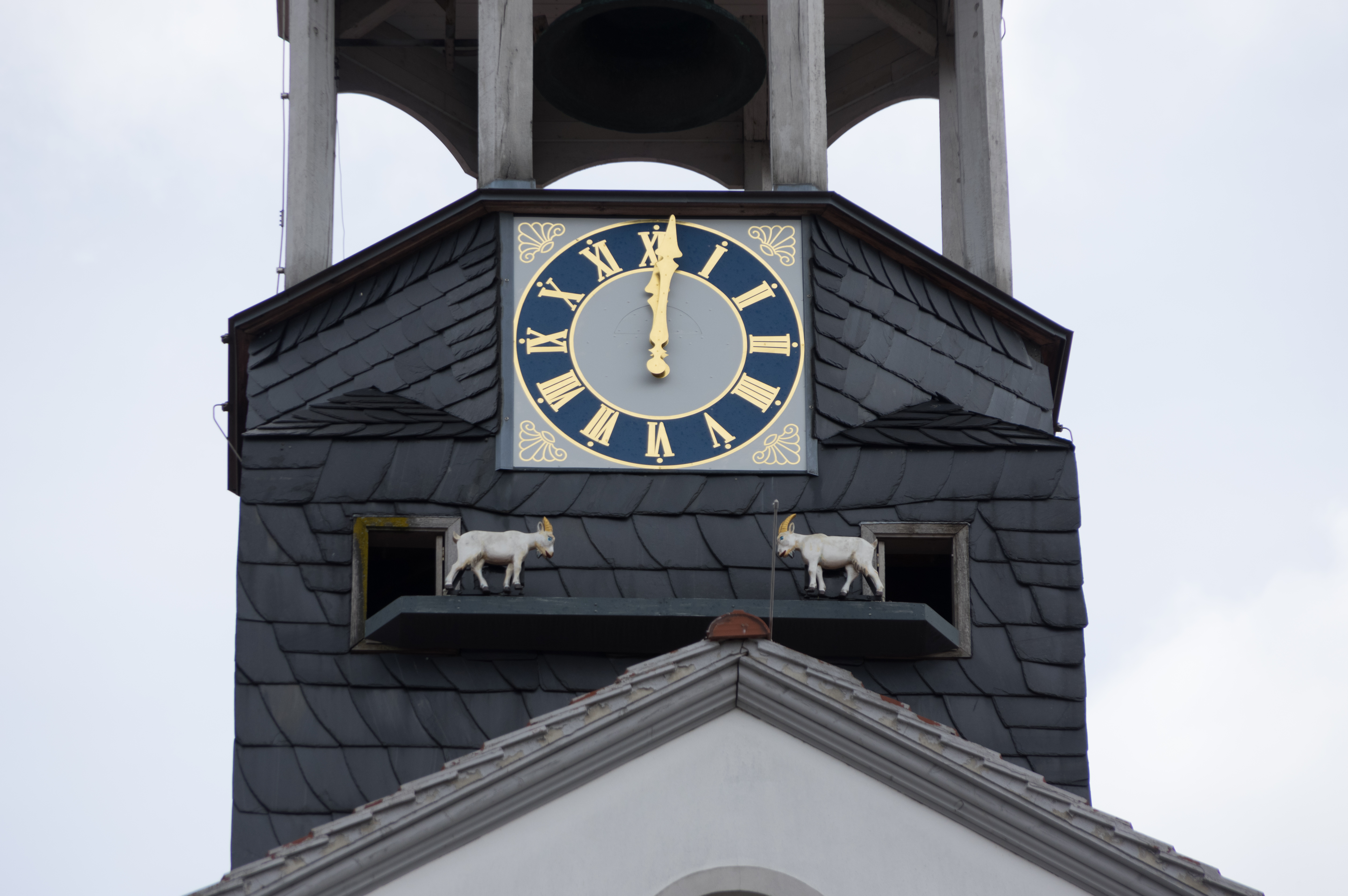
Uhrenspiel der Ziegenböcke

Im September 2002 wurde im Zuge der Restaurierung des Rathauses auch die rekonstruierte Dachhaube des Glockenturms wieder aufgesetzt. Die vergoldete Kugel, in der sich stadtgeschichtliche Dokumente befinden, hat einen Durchmesser von 400 Millimeter. Die Wetterfahne ist mit Doppeldukatengold verkleidet, zudem besitzt der Turm eine Turmlaterne.

#### Rathausuhr
Im Jahr 2003 installierte der Uhrmachermeister Peter Schnabel aus Klinga bei Grimma an der Rathausuhr ein funkgesteuertes Uhrwerk, welches mit der Rathausglocke verbunden ist. Seit 13. März 2003 ertönt zu jeder halben und vollen Stunde die Rathausglocke, tagsüber erscheinen zudem die Ziegenböcke unterhalb der Rathausuhr.

#### Uhrenspiel der Ziegenböcke
Zwischen 9 und 18 Uhr zeigen sich zu jeder vollen Stunde die Ziegenböcke unterhalb der Uhr am Rathausturm auf der Seite in Richtung des Marktplatzes und stoßen mit ihren Köpfen zusammen. Dieses historische Uhrenspiel gab es bereits vor dem Stadtbrand im Jahr 1716 und wurde erst 286 Jahre danach am 25. Mai 2002 um 12 Uhr wieder in Betrieb genommen. Die beiden Ziegenböcke wurden 2002 vom Markt-Apotheker Dr. Adelberger anlässlich des 300. Jahrestages der Gründung der Markt-Apotheke als Geschenk an die Stadt übergeben.

„Möge in diesem Haus kein Bockmist gemacht werden“

Aus zwei Türen unter der Rathausuhr erscheinen die zwei Ziegenböcke zum Stundenschlag und treffen in der Mitte zusammen und schlagen beim Klang der Glocke ihre Köpfe aneinander. Hintergrund ist, dass im Rathaus gute Entscheidungen getroffen und kein „Bockmist“ verzapft werden soll. Dies belegt auch die Inschrift auf der Rückseite der Ziegenböcke.

#### Rathausglocke
Die im Rathausturm hängende Glocke wurde 1718 in Leipzig gegossen und 1723 mit dem nach dem Stadtbrand neu errichtetem Rathaus eingeweiht. Ihr Klang ist seitdem über der Stadt zu hören.

„Dem Gott des Himmels zum Ruhm“

Heimatforscher Wolfgang Apitzsch übersetzte die Inschrift der Glocke, wonach der Text „Durch Brand vernichtet im Jahr des Heils 1716, aus Ruinen erneuert im Jahr des Heils 1718. Dem Gott des Himmels zum Ruhm, goss mich Martin Heinze aus Leipzig.“ lautet.

### Ratskeller

#### Ersterwähnung (1546)
Die Geschichte des Ratskellers im Dübener Rathaus reicht bis zum Jahr 1546 zurück. Pächter im Jahr 1663 war Thomas Harrweil, der spätere Bürgermeister. Ungefähr einhundert Jahre später war Johann Richter, welcher sich selbst Kunstkoch nannte, Pächter. Später führte Carl August Ulric den Ratskeller bis zur Neuausschreibung 1810 für 145 Taler Pacht im Jahr, ab 1805 mit Zustimmung des Rates wegen schlechter Zeiten nur 125 Taler jährlich.

#### Ausschreibung Pachtvertrag (1810)
Nach der Ausschreibung des Ratskellers im Jahr 1810 erhielt nach Prüfung durch den Rat zu Düben und die Viertelmeister (Vorsteher der Stadtbezirke) Friedrich Böhme den Zuschlag als neuer Pächter für zunächst 3 Jahre und betrieb den Ratskeller ab 1. Mai 1810 für 160 Taler Pacht im Jahr. Erst nach Bestehen einer Probezeit wurde der Pachtvertrag am 30. November 1810 vom Pächter Friedrich Böhme und dem Bürgermeister Johann Heinrich Wolle unterzeichnet. Böhme durfte Bier und Wein ausschänken, eine Garküche betreiben. Zudem durfte er als Einnahmequelle auch das Kornmessen betreiben, für jeden Scheffel Getreide (entsprach damals 103,985 Liter)  erhielt er drei Pfennig. Auch den Salzschank, ein Privileg, welches nur wenige hatten, durfte Böhme betreiben. Salz war damals reichlich besteuert, Böhme durfte den Salzhandel betreiben, musste im Gegenzug jedoch gewissenhaft Buch führen und „richtig Maß und Gewicht“ nach gültigen Marktpreisen beim Salzhandel halten. Auch auf Feuer und Licht im Rathaus hatte Böhme zu achten, durfte Gäste nicht über die polizeiliche Zeit bedienen und hatte verbotene Spiele und Unsittlichkeiten zu unterbinden.

#### Nutzung heute
Schon längere Zeit wird im Rathaus kein Ratskeller mehr betrieben. Im Zuge der Modernisierungsarbeiten von 1996 bis 2003 kam die Idee auf, wieder eine Ratsschänke im Keller des Rathauses einzubauen, die aber aus bautechnischen Gründen nicht umgesetzt werden konnte. Der Keller wird seitdem als Archiv genutzt.